# Spatz-Klasse
Die Spatz-Klasse ist eine Serie von multifunktionalen Arbeitsschiffen der Wasserstraßen- und Schifffahrtsverwaltung des Bundes.

## Allgemeines
Als Ersatz für die in den 1950er-Jahren gebauten Schiffe des 14-m-Typs wurde die Spatz-Klasse gemeinsam von der Fachstelle Maschinenwesen Mitte und der Schiffswerft Hermann Barthel entwickelt. Sie ist speziell für die Gegebenheiten auf den deutschen Binnenwasserstraßen konzipiert, wobei ein geringer Tiefgang von besonderer Bedeutung war. Seit 1994 wurden mehr als 130 Schiffe dieser Klasse gebaut, überwiegend von der Schiffswerft Hermann Barthel.

## Ausstattung
Die Schiffe der Spatz-Klasse gibt es in verschiedenen Konfigurationen, z. B. mit unterschiedlichen Schiffsmaßen, einfachem oder doppeltem Antrieb, ausfahrbarem Steuerhaus oder zusätzlichem Decksaufbau. Sie werden von den jeweiligen Wasserstraßen- und Schifffahrtsämtern für alle Maßnahmen des Verkehrssicherungswesens eingesetzt.
Integraler Bestandteil der Spatz-Klasse sind Prahme. Aus diesem Grund sind alle Schiffe mit einer Schubschulter ausgestattet. Eingesetzt werden die unterschiedlich ausgestatteten Prahme für Bau- und Unterhaltungsarbeiten an den Wasserwegen, z. B. als Schwimmgreifer, Tonnenleger oder zum Materialtransport.

## Entwicklungen
Als Ersatz für die auf dem Main eingesetzten Boote der Jupiter-33/40-Klasse wurden ab 2013 fünf Schiffe mit modifizierter Schubschulter gebaut.
Die Plittersdorf-Klasse ist eine größere und stärker motorisierte Variante für den Rhein und die Donau.
Im Sommer 2023 wurde mit der Mülheim das erste Schiff mit reinem Elektroantrieb („E-Spatz“) von der Schiffswerft Bolle abgeliefert.

## Übersicht
Eine Auswahl von Schiffen der Spatz-Klasse findet man in der Liste von Schiffen der Wasserstraßen- und Schifffahrtsämter.

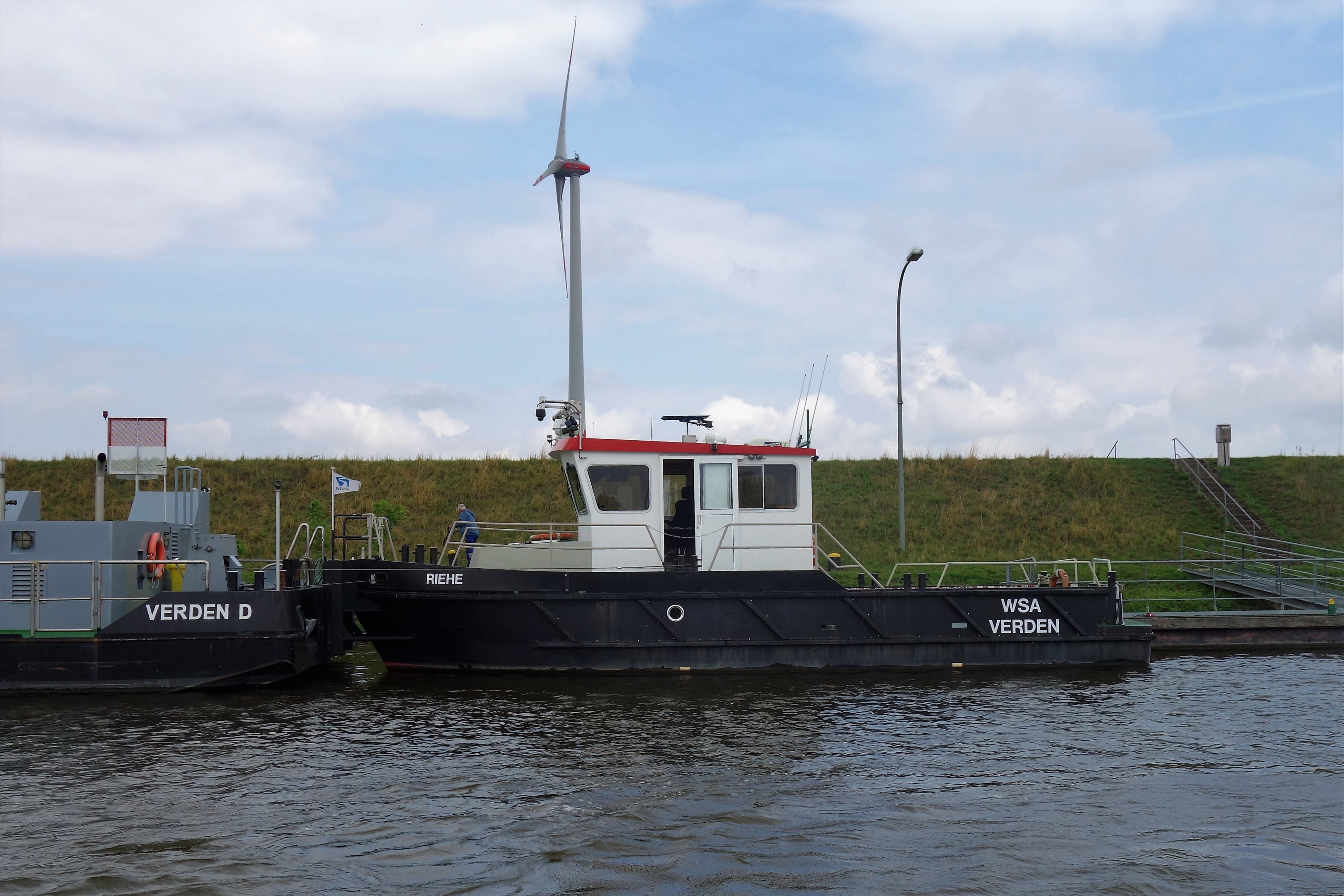
Die Riehe (Baujahr 1996) ist mit 12,09 m das kürzeste Schiff der Klasse
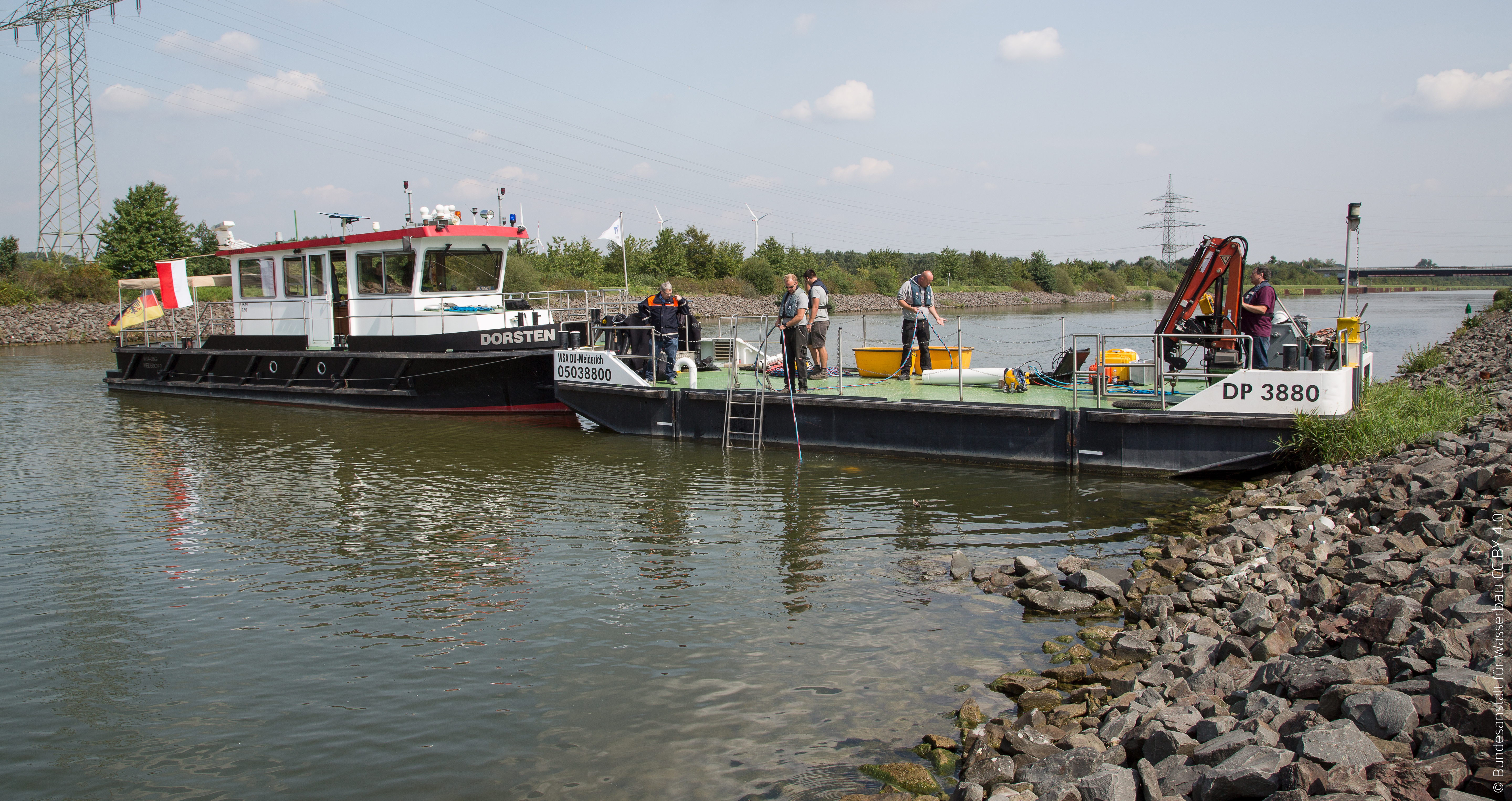
Dorsten (Baujahr 1999) mit Deckprahm
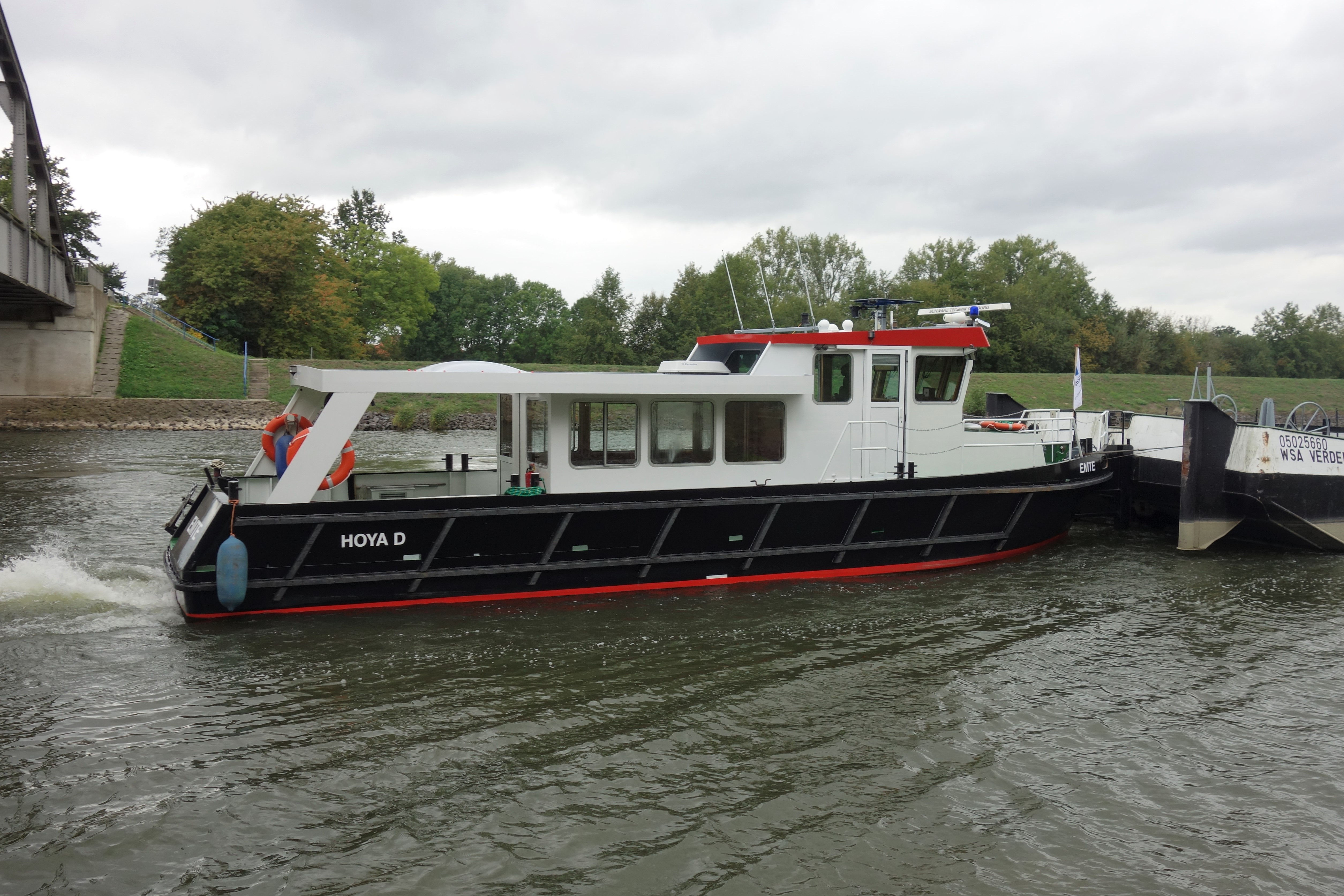
Emte (Baujahr 1999) mit verlängertem Decksaufbau
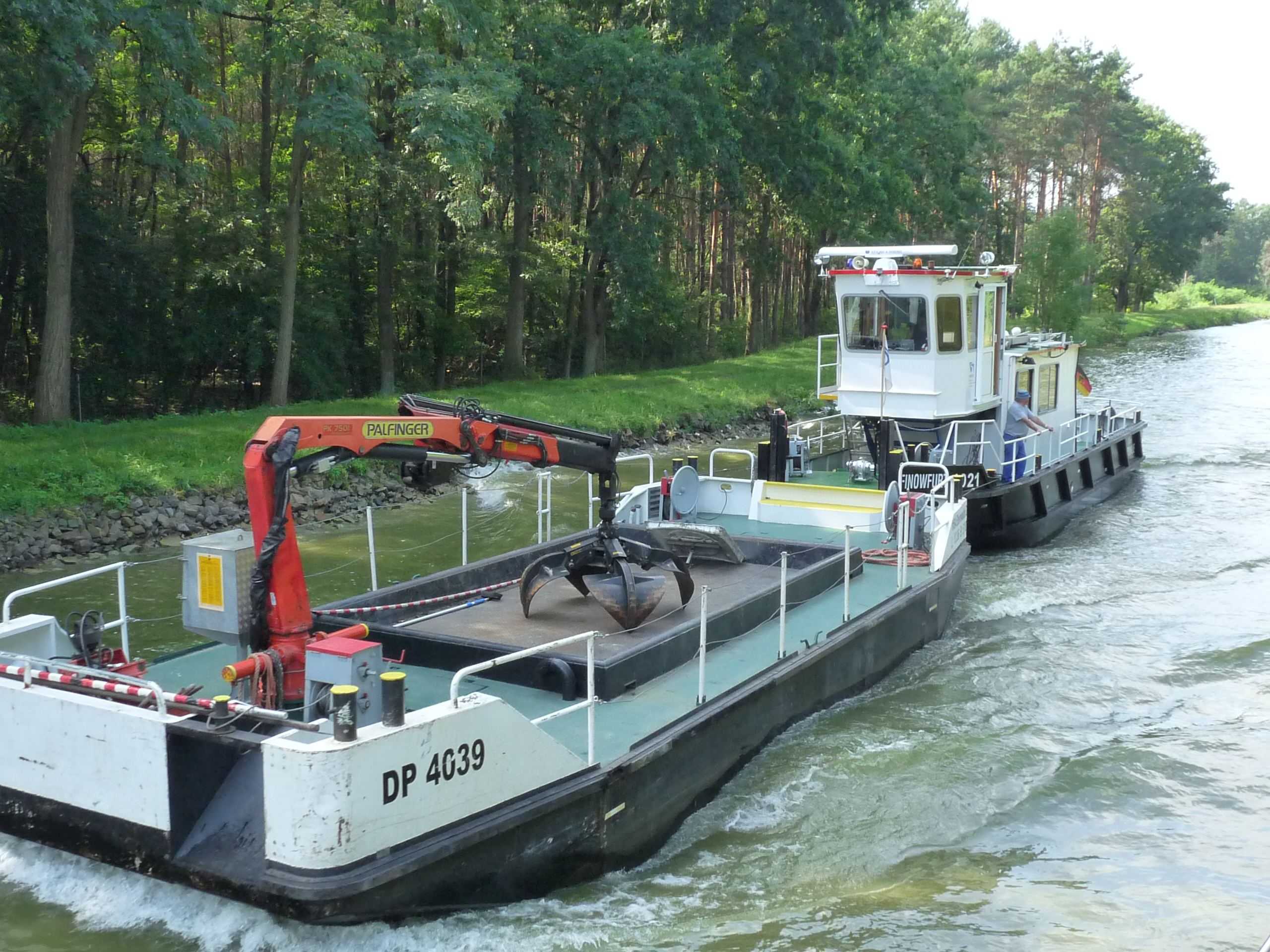
Finowfurt (Baujahr 2003) mit Prahm und ausfahrbarem Steuerhaus
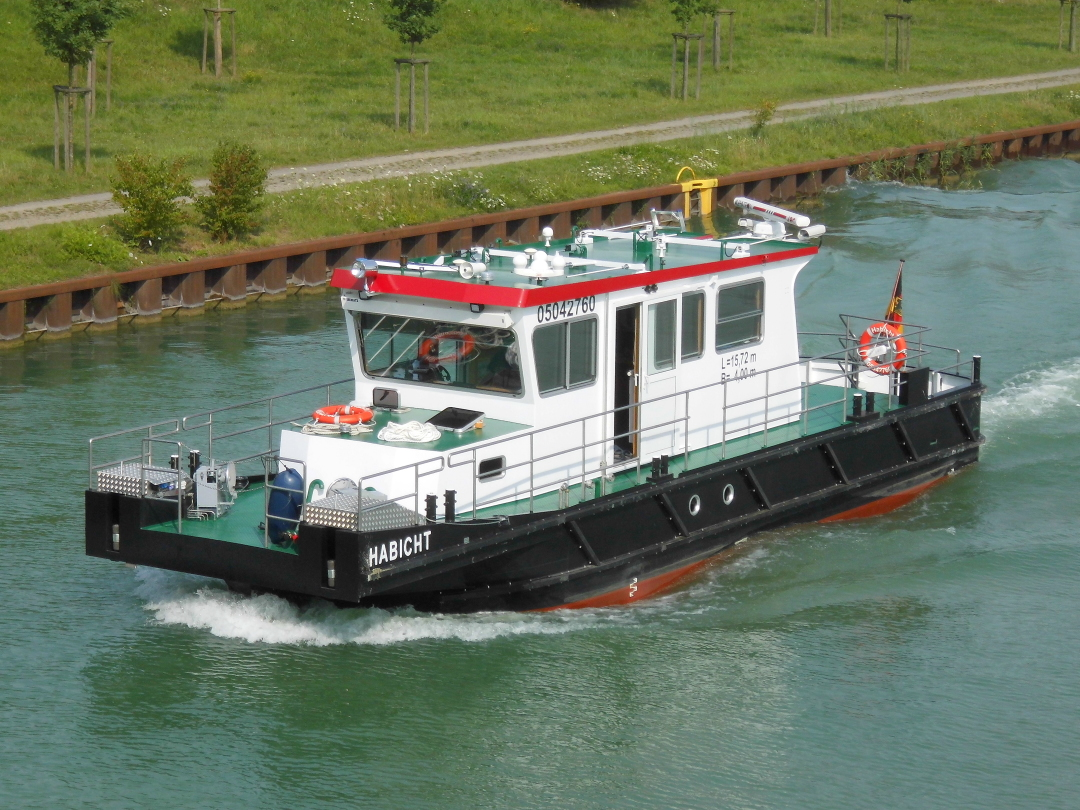
Habicht (Baujahr 2017) mit modifizierter Schubschulter